# Aniba (Núbia)
Aniba foi uma vila na Núbia, situada cerca de 230 quilômetros ao sul de Assuã, hoje inundada pelo lago Nasser. Na Antiguidade, foi uma importante cidade chamada Miam. A região em torno dela era uma das mais férteis da Baixa Núbia.

## História
Os restos mais antigos de Aniba, como cemitérios, datam de cerca de 3 000 a.C. e eram da Cultura do Grupo-A (3800–2900 a.C.). No Reino Médio (2055–1650 a.C.), a região foi governada pelos egípcios e na XII dinastia (1985–1795 a.C.) edificaram uma fortaleza com uma pequena cidade. No início do Reino Novo (1550–1069 a.C.), se expandiu e atingiu 200 por 400 metros de tamanho, com muralha, portões e subúrbios. No centro estava o templo de Hórus, que quando escavado, estava mal preservada, mas pode ter sido fundado no Reino Médio. Ao norte, havia uma vila núbia da Cultura do Grupo-C (2400–1550 a.C.), e em torno da cidade havia enormes cemitérios, alguns deles pertencentes a núbios, mas outros com tumbas erigidas em estilo egípcio. Não se sabe ao certo se as pessoas enterradas eram núbios que adotaram a cultura egípcia ou se eram egípcios. Um túmulo bastante simples pertencia ao vice-rei de Cuxe, Paneasi, uma pessoa importante também conhecida de outras fontes, e outra tumba, decorada com pedras cortadas, pertencia ao representante da Baixa Núbia, Penenute, cujo ofício provavelmente tinha Aniba como sede.